# F-15 Strike Eagle II
F-15 Strike Eagle II (F-15 ストライクイーグルⅡ F-15 Sutoraiku Īguru II?) är ett flygsimulator-krigsspel utgivet 1989 av Microprose, och uppföljaren till F-15 Strike Eagle. Spelet följdes i sin tur upp av F-15 Strike Eagle III 1992.
Det eponyma stridsflygplanet är i spelet utrustat med M61 Vulcan och använder sig av tre olika missiler, Sidewinders, AMRAAM och Mavericks. Det finns fyra olika scenarier:  Libyen, Persiska viken, Vietnam och Mellanöstern. Under varje uppdrag skall man bekämpa diverse fientliga stridsflygplan, krigsfartyg och satellite samt markobjekt.
Spelet påminner mycket om Micropros tidigare titel F-19 Stealth Fighter

## Mottagande
Spelet fick främst positiv kritik i Computer Gaming World hyllade spelet och gav det 1992 tre av fem stjärnsymboler i betyg.
1991 släpptes en extratilläggsdiskett, F-15 II Operation Desert Storm. Där tillkom tre nya scenarier, två från F-19 Stealth Fighter: Nordkap och Centraleuropa, samt Operation ökenstorm under Gulfkriget. Nattliga uppdrag, samt nya vapen, tillkom också.

### Fotnoter
1. ↑  ”F-15 Strike Eagle II” (på engelska). Mobygames. 11 mars 1989. http://www.mobygames.com/game/f-15-strike-eagle-ii. Läst 7 juni 2014.